# Niedersächsisches Kommunalverfassungsgesetz
Das Niedersächsische Kommunalverfassungsgesetz (NKomVG) ist die „Gemeindeverfassung“ der niedersächsischen Städte, Landkreise und Gemeinden sowie der Region Hannover und ist damit die Rechtsgrundlage für den Aufbau der kommunalen Strukturen in Niedersachsen auf Grundlage der Selbstverwaltungsgarantie des Grundgesetzes (Art. 28 Abs. 2 Satz 1 GG) und der niedersächsischen Landesverfassung (Art. 57 Abs. 1 NV).
Das NKomVG fasst seit dem 1. November 2011 die Niedersächsische Gemeindeordnung, die Niedersächsische Landkreisordnung, das Gesetz über die Region Hannover und das Gesetz über die Neugliederung des Landkreises und der Stadt Göttingen zu einem einheitlichen Niedersächsischen Kommunalverfassungsgesetz zusammen.